# Motul de Carrillo Puerto
Motul (del maya: Mutul: toponímico, “el ave ‘mut’”; también puede significar “nudo”), oficialmente Motul de Carrillo Puerto, es la ciudad cabecera del municipio de Motul ubicada en la región litoral centro del estado mexicano de Yucatán, a una distancia aproximada de 45 kilómetros en dirección noreste de la ciudad de Mérida, la capital de la entidad.
Según el censo del INEGI realizado en 2020, la ciudad tiene poco más de 26 000 habitantes. La ciudad es famosa por ser el lugar de origen de los huevos motuleños, un platillo típico tradicional de la gastronomía de Yucatán. El nombre oficial de la ciudad rinde homenaje al exgobernador Felipe Carrillo Puerto originario de Motul, quien fuera un importante personaje para el estado a inicios del siglo XX por su lucha contra la explotación del pueblo maya.
Desde el 26 de junio de 2023 es uno de los siete Pueblos Mágicos de Yucatán.

## Toponimia
Etimológicamente (del maya: Motul: toponímico -Mutul- el pájaro Mut (tordo o faisán); aunque también Mutul, puede significar nudo). Como ya se señaló, el nombre derivó del fundador del centro ceremonial precolombino, sobre el que se asentó la población a partir de la conquista. Tras el asesinato de Felipe Carrillo Puerto perpetrado por sus enemigos políticos en 1924 el Congreso de Yucatán determinó a manera de homenaje póstumo el agregar al nombre de la ciudad el del líder socialista, también conocido como el "Apóstol rojo de los mayas".

## Historia
Hay evidencia histórica de que en el origen la ciudad fue nombrada en reconocimiento a Zac Mutul, un sacerdote maya, presumiblemente nacido en el Mayab, durante el siglo XI, en la época precolombina, a quien se atribuye la fundación de la ciudad.
La región en la que actualmente se encuentra la ciudad de Motul, 40 km al noreste de la ciudad de Mérida, capital de Yucatán, fue parte del kuchkabal denominado Ceh Pech antes de la conquista por los españoles en el siglo XVI. Antes, en el siglo XI, fue fundada la actual localidad de Motul por el sacerdote Zac Mutul. Previamente, dice el historiador Juan Francisco Molina Solís, hacia el siglo VI, la región había vivido la influencia de Zamná, quien lideró en esa época la migración de los itzaes en la península de Yucatán hacia el poniente, fundando ciudades populosas, hoy importantes, como Ek Balam, Izamal, el propio Motul y T'Hó, que se ubicó donde está la actual Mérida.
El cacicazgo de Ceh Pech fue fundado por Noh Cabá Pech, uno de los parientes cercanos del gran señor de Mayapán, quien llegó a la región muchos años después de que Motul fuera despoblada como consecuencia del ataque que encabezó Kakupacal o Kak U Pacal.
Otros documentos elaborados sobre el cacicazgo, señalan a Nahu Pech, como el cacique que anunció a sus descendientes el arribo de "los hombres de los países del Oriente, con barbas largas (los españoles), que traerán el signo del dios único". Al sobrevenir la encomienda, después de la conquista, Motul fue asignada al conquistador D. Francisco de Bracamontes, quien en su Relación de Motul indica que por los años que tenía de fundada la ciudad, podría ser inclusive contemporánea de Izamal y Mayapán.

## Geografía física

### Clima
La región está clasificada como cálida sub-húmeda, con lluvias en verano.  Tiene una temperatura media anual de 26.1 °C y su precipitación pluvial media anual de 85.1 milímetros. Los vientos dominantes provienen en dirección este.

## Ubicación
Motul se localiza en la región centro del Estado y limita al norte con los municipios de Telchac Pueblo y Dzemul; al sur con Cacalchén; al este con Cansahcab y al oeste con Baca. 
Está en el lugar central de la región conocida como zona henequenera de Yucatán, habiéndose localizado en la ciudad importantes centros fabriles de la agroindustria henequenera durante la época de Cordemex, empresa paraestatal que concentró la actividad hacia finales del siglo pasado.

## Fiestas tradicionales
Los gremios en Motul son parte de las costumbres y tradiciones. Para los católicos la fiesta da inicio el 1 de julio con las tradicionales mañanitas y bajada de la Virgen del Carmen quien a las 4:00 de la mañana recorre las principales calles del centro de la ciudad, para luego retornar y ser colocada en un altar especial en el interior de la nave eclesiástica.
Los gremios participantes son: 
- 1 de julio: Gremio de Bajada
- 2 de julio: Gremio de señoras y señoritas
- 3 de julio: Gremio guadalupano, fe y esperanza
- 4 de julio: Gremio de mestizas #1,
- 5 de julio: Gremio de Jornaleros y labradores
- 6 de julio: Gremio de conductores
- 7 de julio: Gremio de Curtidores, zapateros y molineros
- 8 de julio: Gremio de Panaderos
- 9 de julio: Gremio de Alarifes
- 10 de julio: Gremio de carpinteros
- 11 de julio: Gremio de mecánicos, herreros y choferes
- 12 de julio: Gremio Mixto
- 13 de julio: Gremio de abastecedores
- 14 de julio: Gremio de fe, esperanza y caridad
- 15 de julio: Gremio de señoras y señoritas # 1, por la noche después de la quema de la pirotecnia se realiza la tradicional vaquería.
- 16 de julio: Gremio de mestizas #2. Ese mismo día se realiza un procesión a la Virgen del Carmen en la que miles de creyentes se reúnen y unen al festejo.
- 17 de julio: Gremio de campesinos
- 18 de julio: Gremio de agrupaciones juveniles
- 19 de julio: Gremio símbolo de justicia divina
- 20 de julio: Gremio de paz y unión
- 21 de julio: Gremio juvenil campesino
- 22 de julio: Gremio jóvenes, señores, señoras y señoritas
- 23 de julio: Gremio unión de jóvenes y niños y cerrada de la Virgen.

## Localidades pertenecientes al municipio
Dentro de la jurisdicción municipal quedan comprendidas además de la cabecera, 8 localidades consideradas importantes: Kiní, Mesatunich, Sacapuc, Timul, Ucí.
Otras localidades, aunque con menor número de habitantes son: Kambul, Kancabal, Kamcapchén, Komchén Martínez, Kopté, Rogelio Chalé, Sabacnah, Sakolá, San Antonio Dzinah, San Pedro Cámara, San Pedro Chacabal, San Rafael, San Antonio, San Roque, Santa Cruz Pachón, Santa Teresa, Tanyá, Tekal, Texán Espejo, Ticopó Gutiérrez, Uitzil, Acabah, Hacienda Marco y Rancho Kamcapchén.

## Personas destacadas
- Zamná, fundador primigenio.
- Zac Mutul, sacerdote maya que fundó, en el siglo XI, el centro ceremonial donde hoy se ubica el primer cuadro de la ciudad.
- Francisco de Montejo "el Adelantado", conquistador español que fundó la población de Motul a mediados del siglo XVI.
- Felipe Carrillo Puerto, gobernador (1922-1924) y benemérito del estado de Yucatán en cuyo homenaje la ciudad adquirió el nombre de Motul de Carrillo Puerto tras haber sido asesinado por sus enemigos políticos en 1924.

## Demografía
Según el censo de 2010 realizado por el INEGI, la población de la localidad era de 23.240 habitantes.

## Galería

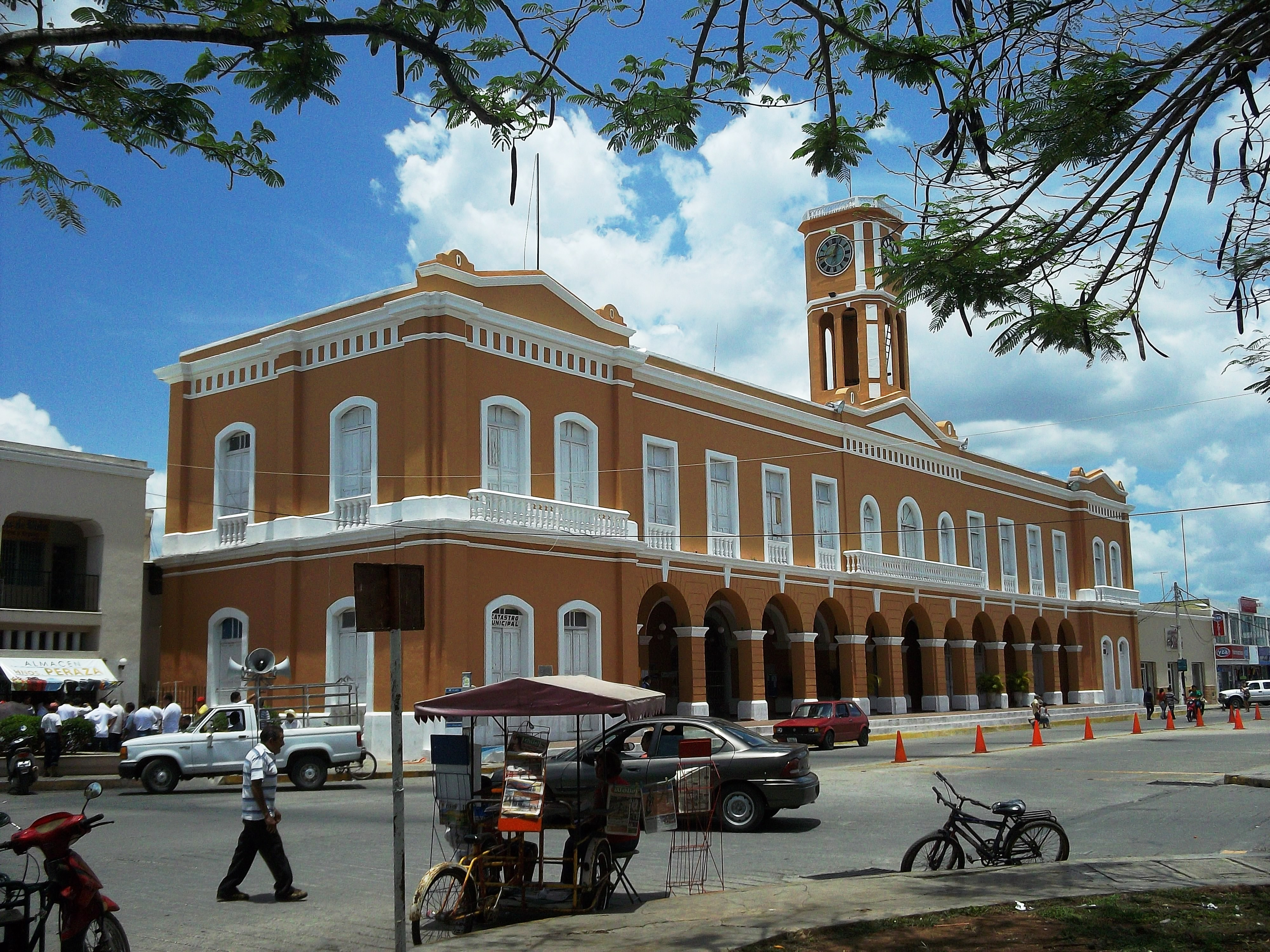
Palacio municipal.
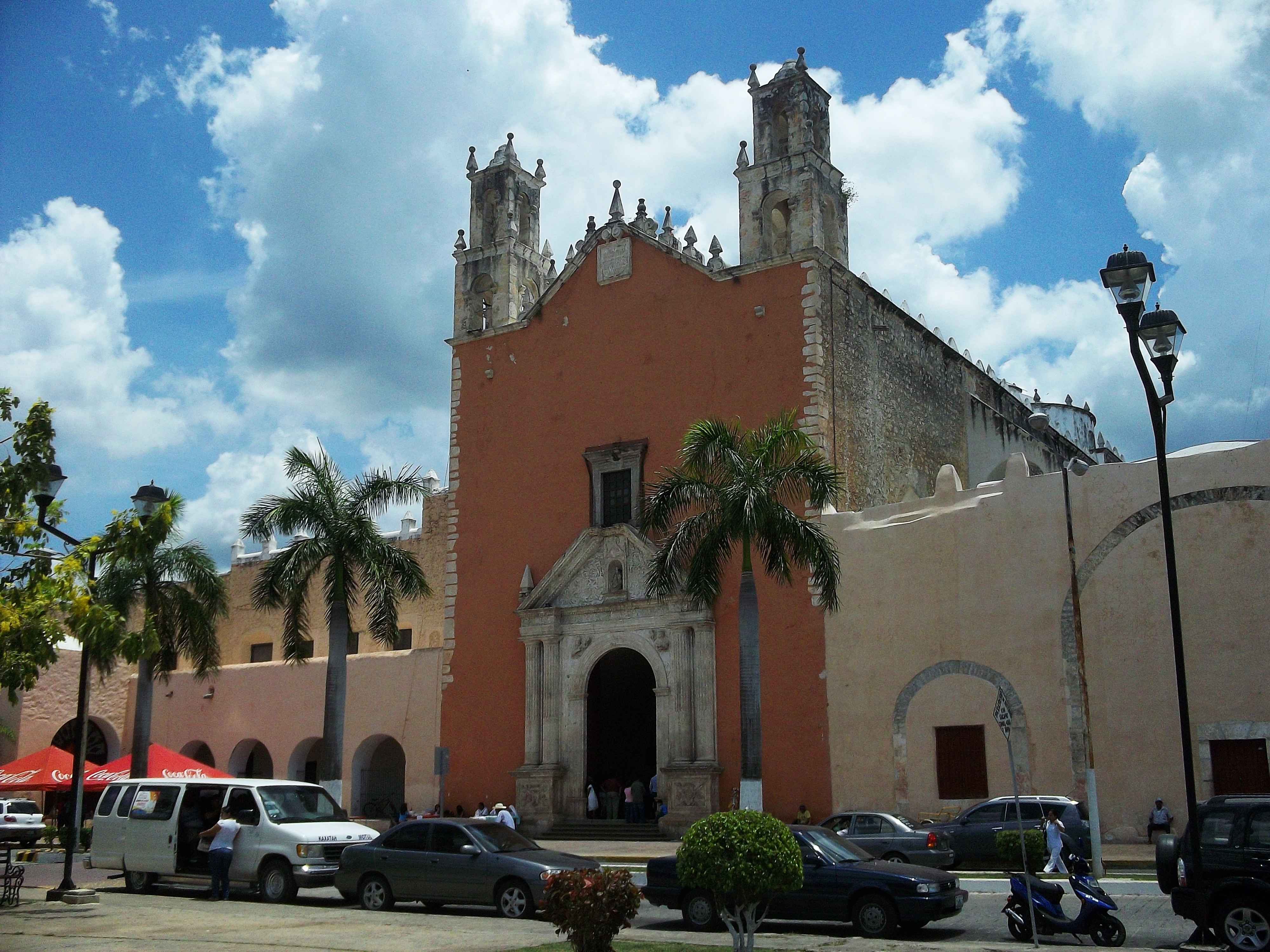
Iglesia.
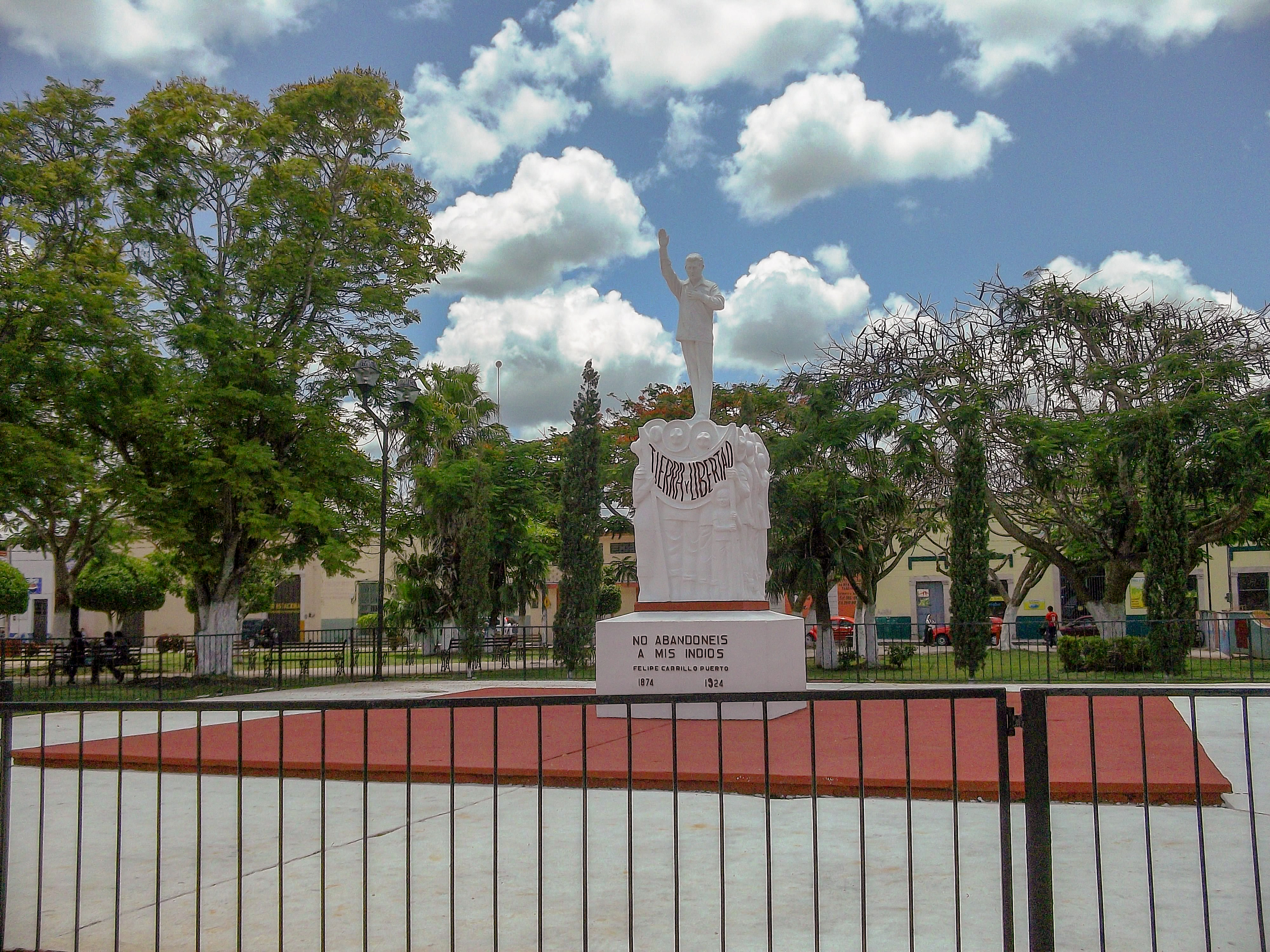
Monumento.
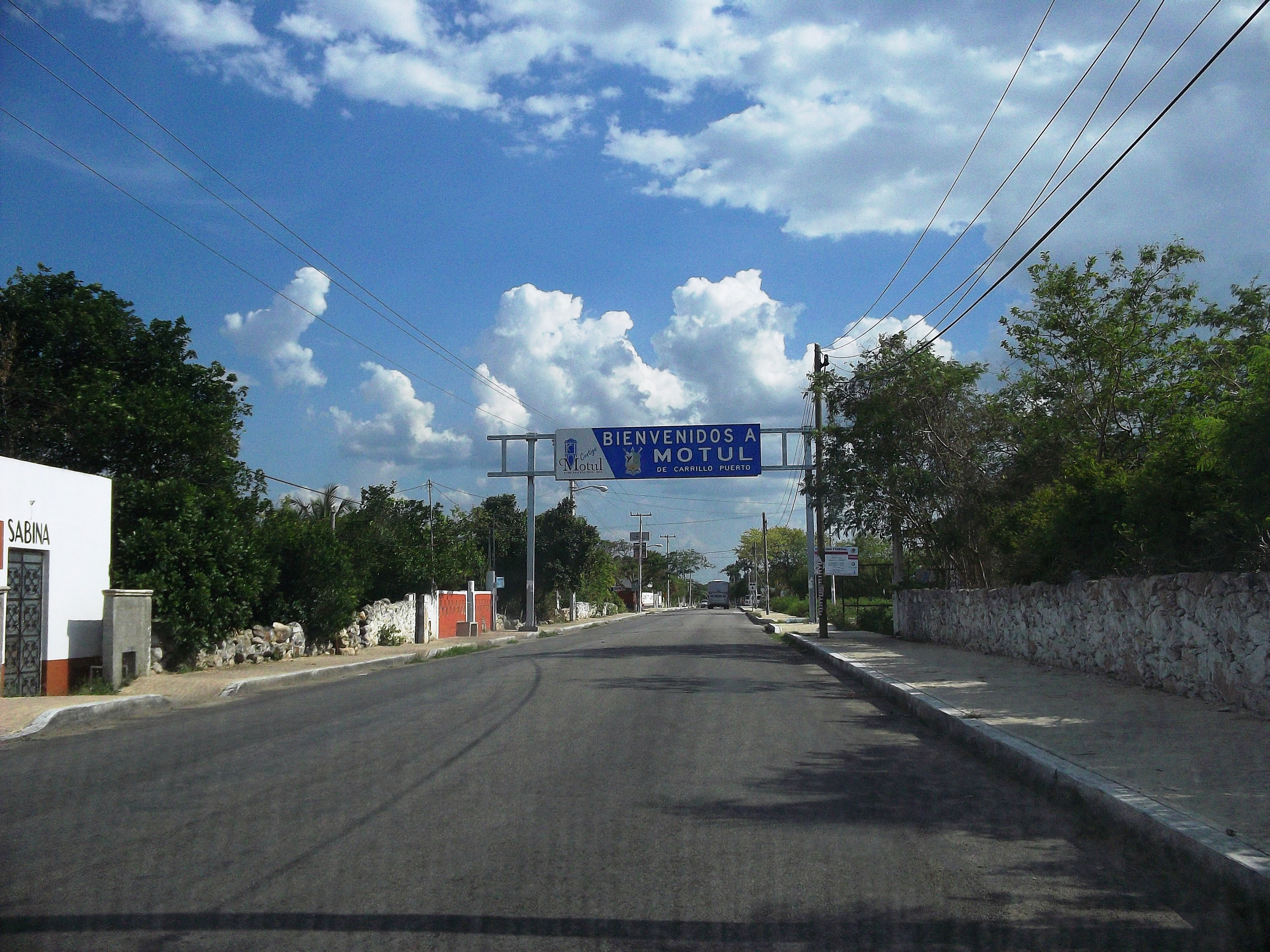
Entrada.
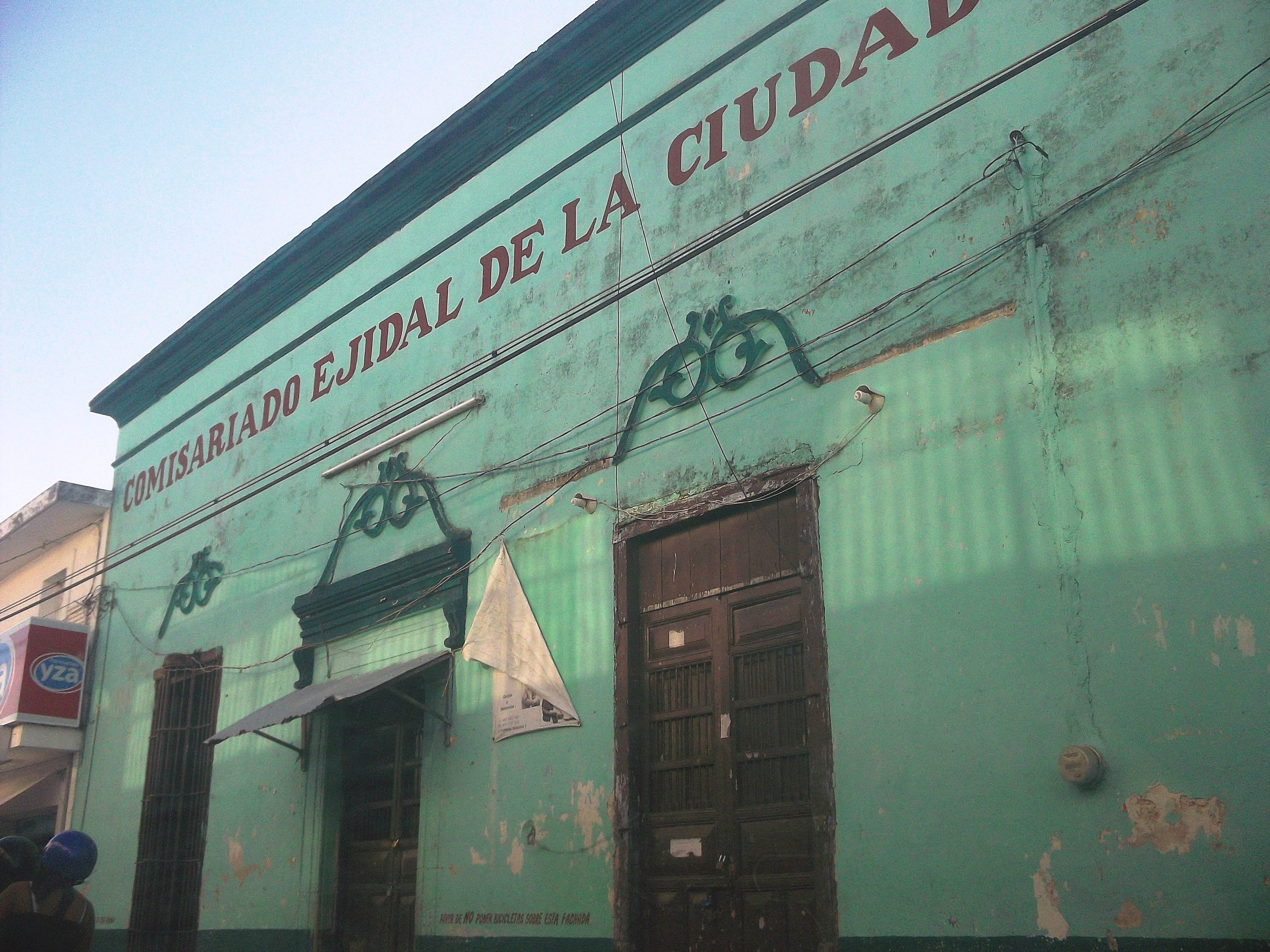
Casa comisarial.
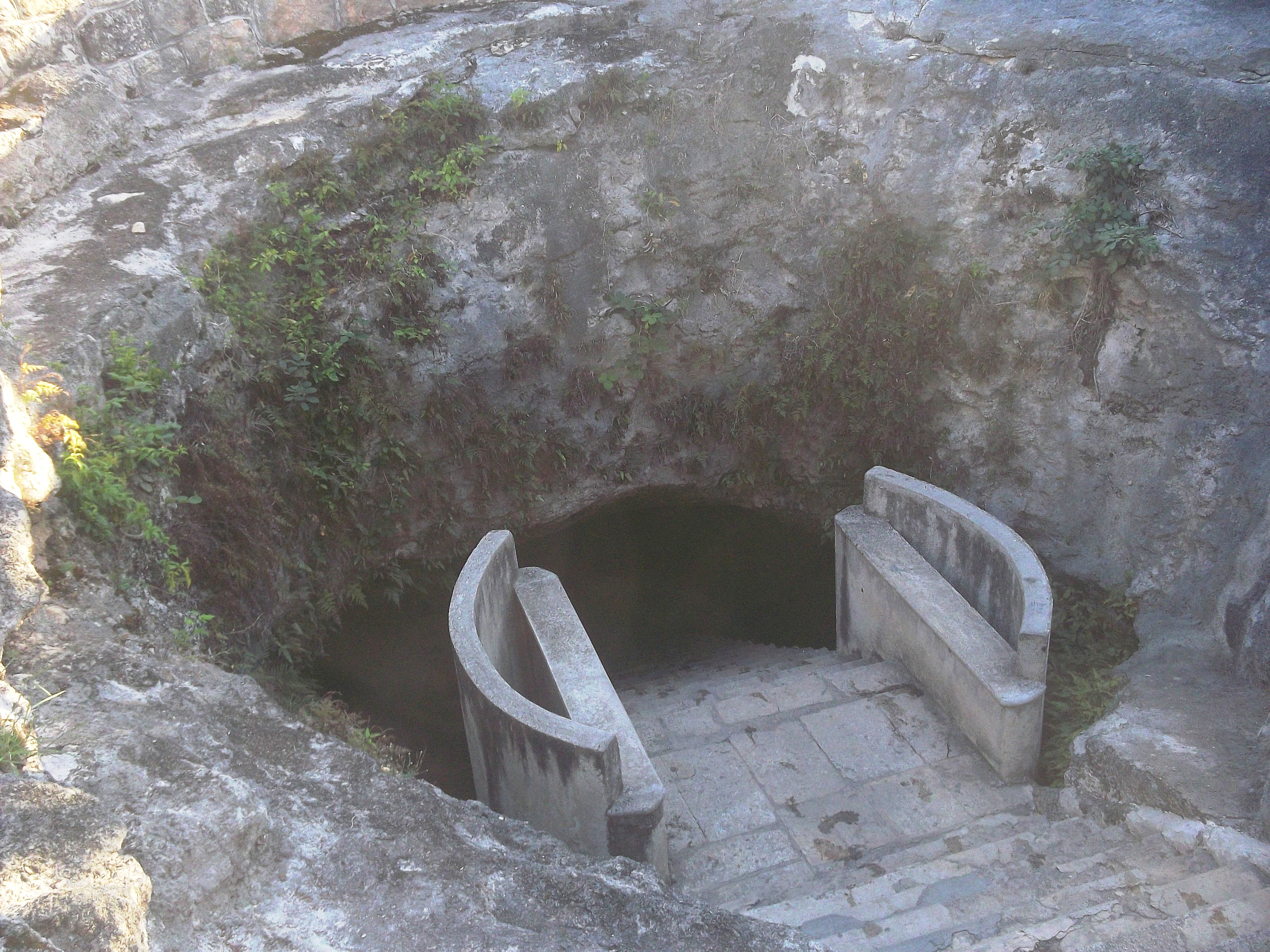
Cenote Sambulá.
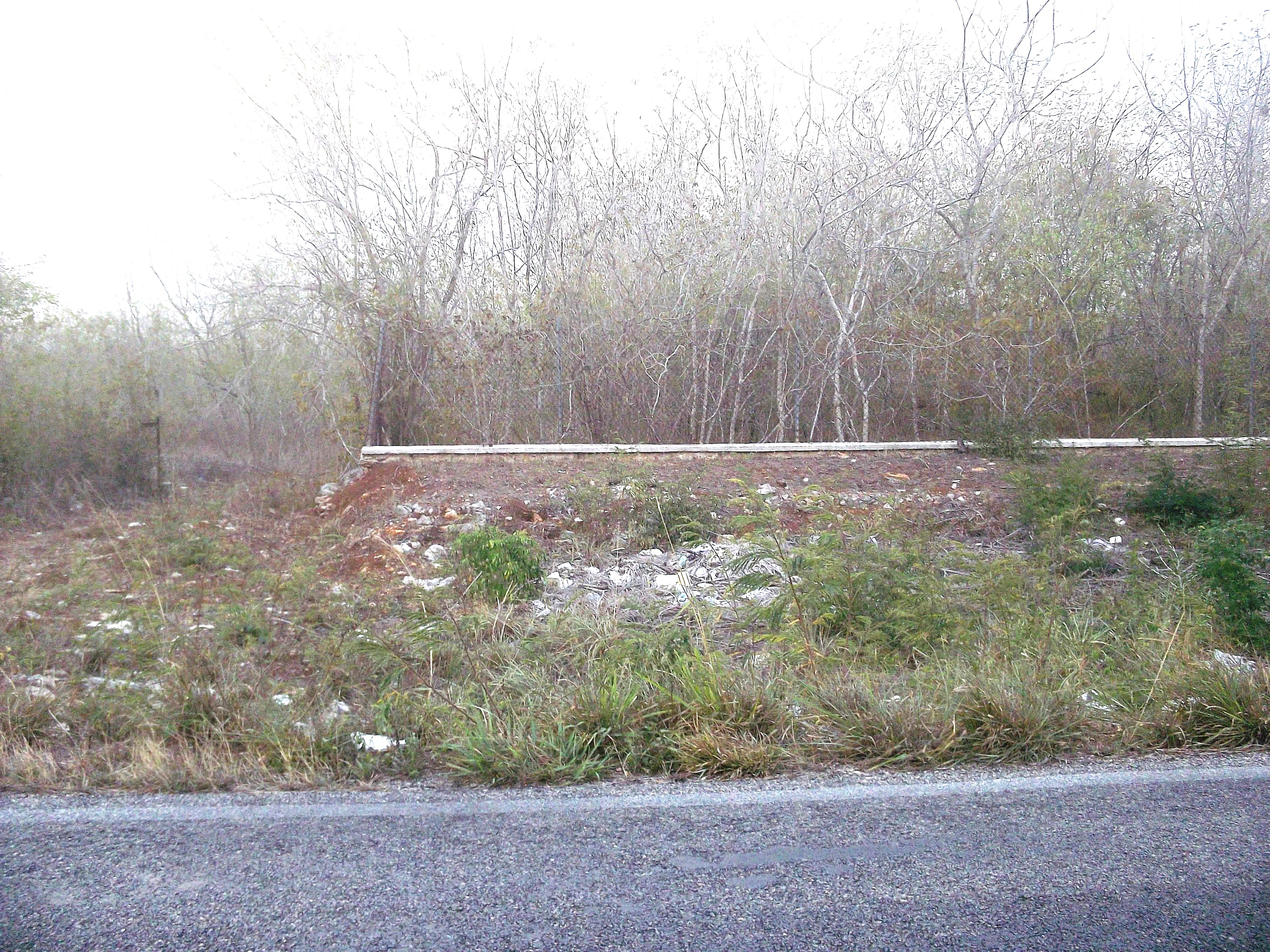
Antigua vía de tren.
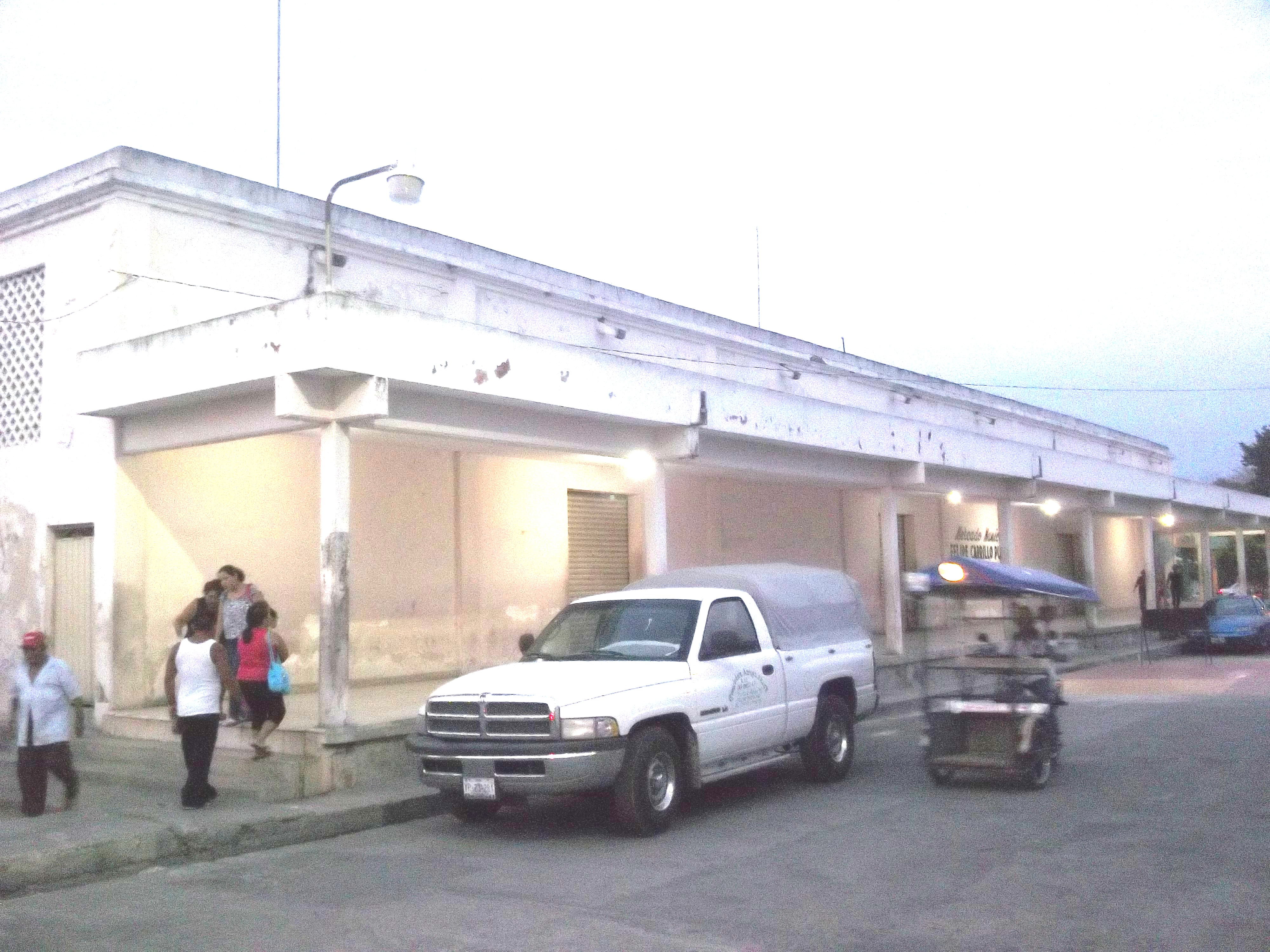
Mercado municipal "Felipe Carrillo Puerto".